# NGC 353
NGC 353 es una galaxia espiral barrada de la constelación de Cetus.
Fue descubierta el 10 de noviembre de 1885 por el astrónomo Lewis A. Swift.